# Cherry Rocher (distillerie)
Cherry Rocher est l'enseigne d'une distillerie fondée en 1705 à La Côte-Saint-André dans le département de l'Isère par Barthélémy Rocher. Elle produit et commercialise des eaux-de-vie et liqueurs de fruits.

## Histoire

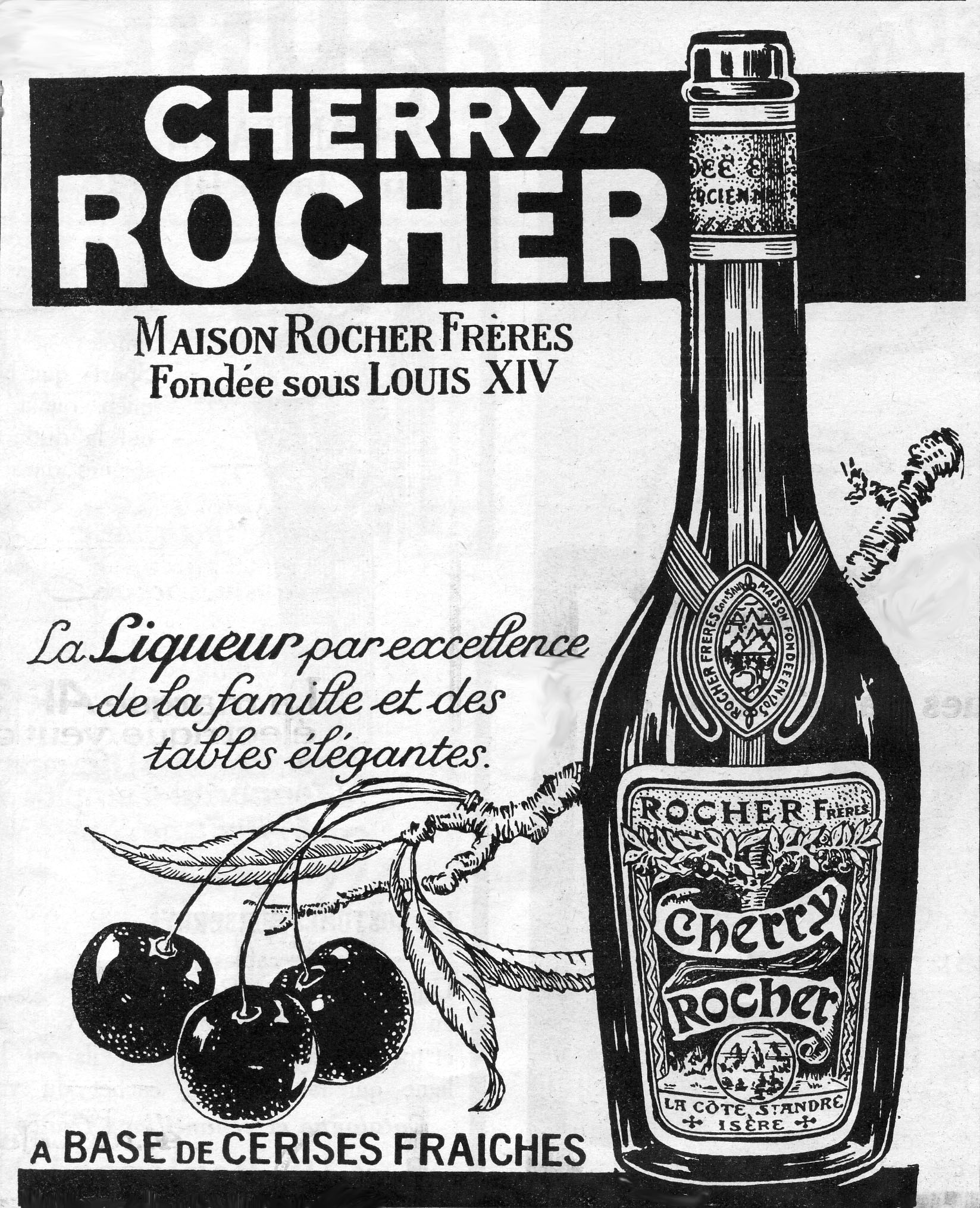
Réclame de 1923 (L'Illustration)

C'est en 1677 que Barthélémy Rocher voit le jour dans la partie du Dauphiné qui deviendra plus tard la Drôme. Quelques années plus tard il partit à La Côte-Saint-André afin d'aider un oncle chanoine, qui était responsable des hospices dans cette ville.

C'est à cette époque et dans ce monastère qu'il découvrit les procédés de distillation. Botaniste, il se passionna pour les arômes des plantes et des fruits et mit au point plusieurs élixirs floraux. Il imagina ensuite des préparations à base de fruits et de plantes macérés auquel il ajouta du sucre, et ce fut ainsi grâce à lui qu'en 1705 naquit la première distillerie de France à la Côte-Saint-André.

Au fur et à mesure que de nombreuses générations se succédèrent, la réputation de l'entreprise grandit dans la région et de nombreuses commandes furent passées notamment par des notables de Grenoble afin de célébrer des événements tels que des mariages des Dauphins, les passages du roi... Jean Anthelme Brillat-Savarin écrivit même que « Les meilleures liqueurs de France se fabriquent à La Côte Saint-André »[passage promotionnel][réf. nécessaire],.
Dans un autre temps au monastère de l'Hermitage, le frère Emmanuel qui était herboriste de la communauté des frères maristes créa en 1857 un produit à base d'une trentaine de plantes qu'il macérait et distillait afin d'obtenir l'Arquebuse de l'Hermitage. La distillerie de l'Hermitage gagnera le groupe Cherry Rocher Neyret-Chavin dans les années 1980, cependant ses produits comme l'eau de noix, la crème, le génépi, l'arquebuse de l'Hermitage sont commercialisés sous la marque « L'Hermitage »
L'entreprise Cherry Rocher 2018 est issue de plusieurs fusions de différentes distilleries de la région. Au départ, en 1705, existait la distillerie Rocher à la Côte-Saint-André. Quelques années plus tard émergèrent quasi simultanément les distilleries Neyret et Arnaud (à Bourgoin-Jallieu pour la dernière) qui fusionnèrent vers 1830 pour donner la distillerie Neyret-Arnaud, celle-ci engloba ensuite la distillerie Chavin (aussi originaire de Bourgoin) et donna naissance à la distillerie Neyret-Chavin à Ruy qui fusionna ensuite avec la distillerie Cherry Rocher de la Côte-Saint-André.

## Produits
La société Cherry Rocher Neyret-Chavin propose ses boissons sous quatre enseignes différentes.

### Cherry Rocher

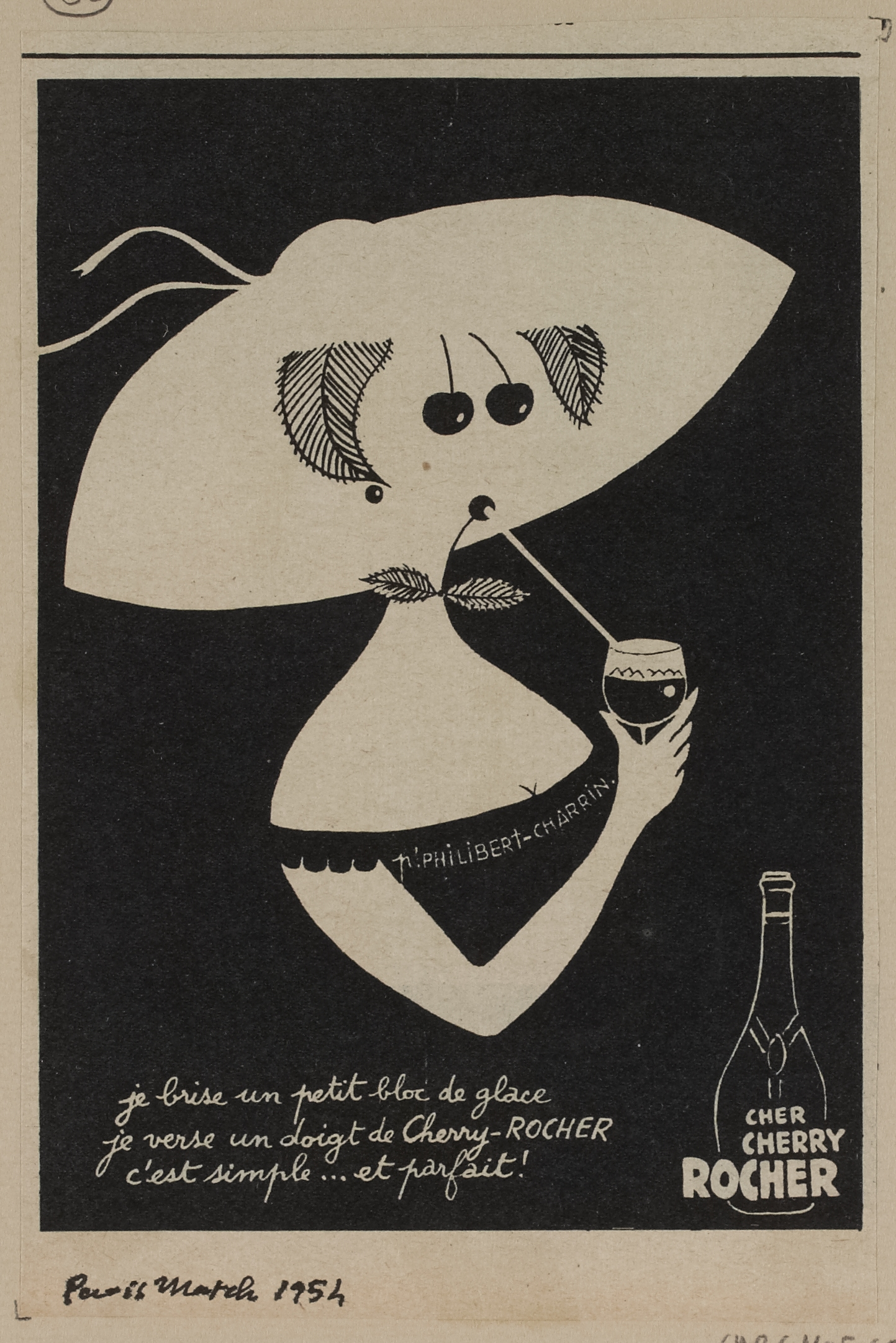
Réclame de 1954 (Paris Match)

Sous cette marque sont commercialisées des liqueurs, crèmes de fruits, cerises à l'eau-de-vie, élaborées selon le savoir-faire des distilleries Cherry Rocher Neyret-Chavin (qui inclut l'utilisation de colorants alimentaires).

### L'Hermitage
Regroupe tous les produits sortant de la distillerie de l'Hermitage.

### Distillerie du Périgord
Regroupe tous les produits sortant de la Distillerie du Périgord, à Sarlat.

### Grand Rubren
Regroupe tous les produits sortant de la distillerie Grand Rubren, située à Barcelonnette.

## L'entreprise
L'entreprise possède deux usines principales[réf. souhaitée].
La première est située à la Côte-Saint-André, site originel (et du musée des liqueurs). C'est dans cette ville que Barthélémy Rocher a fondé sa distillerie. Cette usine réceptionne les produits agricoles, ceux-ci y sont ensuite triés avant la distillation qui permet d'obtenir les esprits (ou alcoolats) ou la mise en macération dans l'alcool permettant d'extraire les couleurs et arômes des plantes et des fruits.
La seconde est située à Ruy (commune de Ruy-Montceau), près de Bourgoin-Jallieu, sert à la finalisation des boissons et l'emballage de ces derniers. Ce lieu comprend la direction de l'entreprise, le service de recherche et développement qui a pour mission de choisir les produits agricoles (fruits, plantes aromatiques et épices), de combiner les saveurs pour obtenir de nouvelles boissons, d'optimiser les méthodes d'extraction.
Au-delà de ces deux sites, l'entreprise fait cultiver, dans le Vivarais, un verger de 6 000 cerisiers de plusieurs variétés servant notamment à la conception de la liqueur de marque Cherry Rocher.

## Le musée «des liqueurs» Cherry Rocher

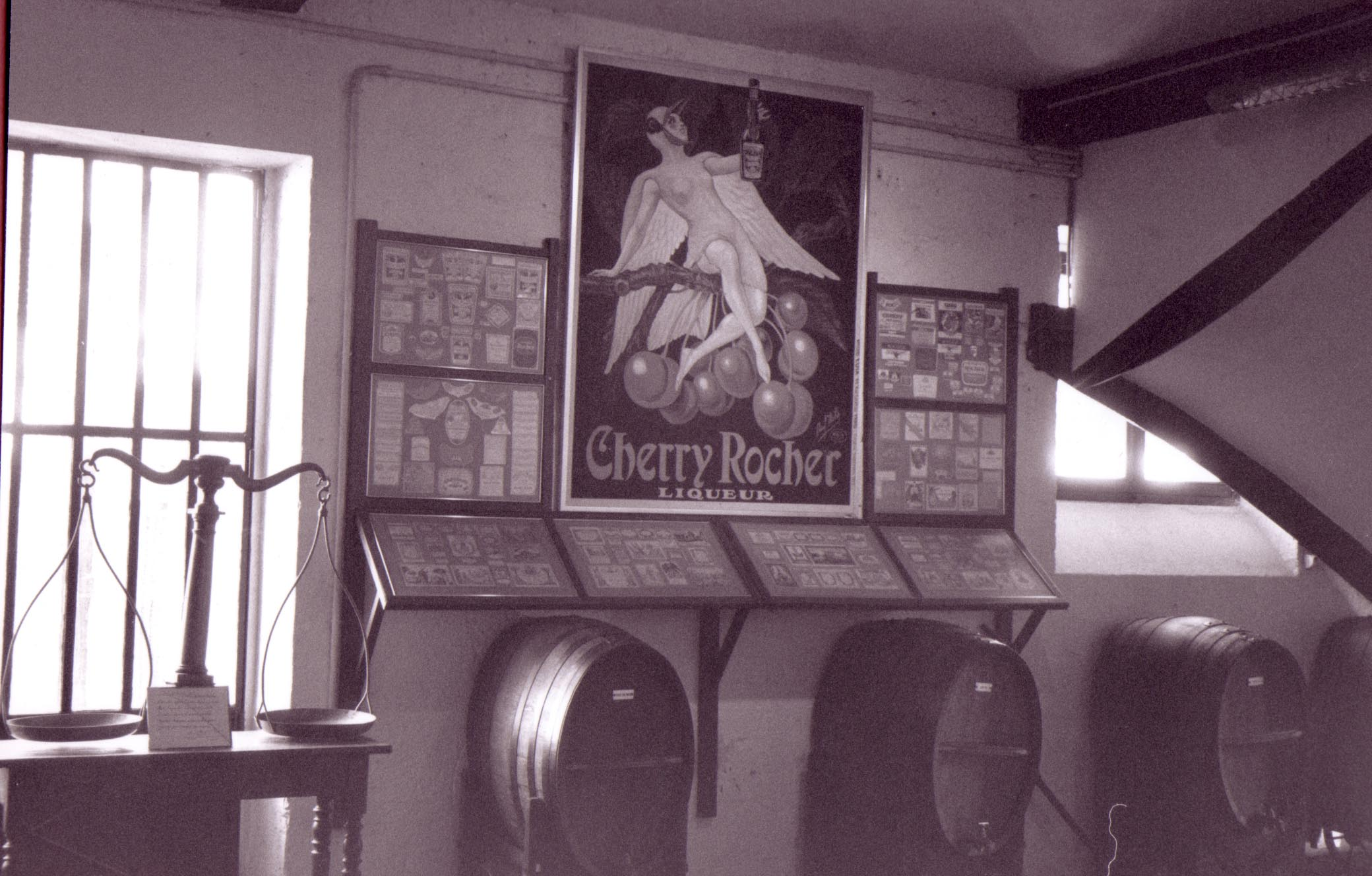
Intérieur du musée des liqueurs Cherry Rocher.

Le site de la Côte-Saint-André abrite un petit musée dans les lieux mêmes où a commencé l'histoire Rocher.
L'établissement, situé dans un ancien monastère avec ses caves voûtées, présente au public des alambics anciens, un petit laboratoire aux murs couverts de vieilles étiquettes, des fûts de chêne anciens ainsi qu'une importante collection d'affiches[réf. souhaitée].